# Martha Daniell Logan
Martha Daniell Logan (St. Thomas Parish, Carolina del Sud, 29 de desembre de 1704 - Charleston, 28 de juny de 1779) va ser una de les primeres botàniques nord-americanes que va ser fonamental en l'intercanvi de llavors entre Gran Bretanya i les colònies nord-americanes. Va ser una important col·leccionista de plantes endèmiques de les Carolinas, una empresària que dirigí un negoci de llavors i plantes de viver i una col·laboradora periodística que va escriure una influent columna de consells de jardineria.

## Primers anys i educació
Nascuda en una família acomodada, era filla de Robert Daniell, tinent governador de Carolina del Sud i comerciant destacat, i Martha Wainwright. Martha Daniell va aprendre a llegir i escriure amb una tutora particular. Al 1718 va heretar la propietat familiar al llarg del riu Wando. El 1719 es va casar amb George Logan, Jr. i durant els següents setze anys, va tenir vuit fills, sis dels quals van sobreviure fins a l'edat adulta. Els Logan es van traslladar de Wandon a una plantació prop de Charleston, Carolina del Sud, i va començar les seves col·leccions botàniques als boscos propers.

## Carrera
Després de la mort del seu marit, el 1742, Martha Logan va tenir dificultats financeres i va publicar un anunci a la South Carolina Gazette, oferint-se a ensenyar els nens i nenes a llegir i escriure. Però ben aviat es va orientar cap a la jardineria i l'horticultura, i com a proveïdora de productes botànics, inicialment amb el nom del seu fill Robert. Va començar a anunciar llavors importades, esqueixos de flors i llavors de fruites, i va anar despertant l'interès per l'horticultura. El 1751 Martha Daniell Logan es va fer càrrec d'escriure una columna fixa per a la South Carolina Gazette.
Al 1753 va haver de vendre la seva plantació i es va traslladar a Charleston, on subministrava  llavors i arrels rares i va aprofundir més seriosament en els estudis de botànica. Va continuar recollint plantes, llavors i altres materials botànics i també va començar a escriure's amb el botànic reial John Bartram, que s'estava a Filadèlfia, amb qui va intercanviar mostres i es va comunicar regularment.
Se li atribueix la redacció de la secció sobre el cultiu de l'horta a l'Almanack de Carolina del Sud de John Tobler, anunciat a la South Carolina Gazette com a «Gardners Kalander», que fou  reimprès diverses vegades. També és autora d'un tractat sobre jardineria, escrit als setanta anys.
Logan va morir a Charleston als 75 anys, el 28 de juny de 1779.